# Умершие в декабре 2018 года
Это список известных людей, соответствующих установленным критериям значимости (см. Википедия:Критерии значимости персоналий), умерших в декабре 2018 года.
Причина смерти указывается лишь в исключительных случаях (убийство, самоубийство, гибель в результате военных действий, смертная казнь, ДТП или несчастные случаи). В остальных случаях — не указывается.

## 31 декабря
- Монастырская, Людмила Алексеевна (72) — советская и российская актриса, актриса Шахтинского драматического театра (с 1969), заслуженная артистка РСФСР (1982)[1].
- Токтоналиев, Курманбек Токтогулович (66) — киргизский писатель и филолог, доктор филологических наук, профессор, драматург, директор Института языка и литературы им. Ч. Айтматова Национальной академии наук Кыргызской Республики[2].
- Томпсон, Питер (76) — английский футболист, известный по выступлениям за клуб «Ливерпуль» (1963—1973) (о смерти объявлено в этот день)[3].
- Форд, Дин (72) — шотландский певец и автор песен[4].
- Хан, Кадер (81) — индийский киноактёр и киносценарист[5].
- Шерегей, Иштван (87) — венгерский католический прелат, архиепископ Эгера (1987—2007)[6].

## 30 декабря
- Аристов, Сергей Алексеевич (63) — российский государственный деятель, статс-секретарь, заместитель министра транспорта Российской Федерации (с 2005 года)[7].
- Башмаков, Лев Полиевктович (80) — советский и российский государственный деятель, председатель Рязанского облисполкома (1988—1990), глава администрации Рязанской области (1991—1994)[8].
- Верле, Бландин (76) — французская клавесинистка, пианистка и композитор, дочь Пьера Верле[9].
- Драч, Александр Александрович (79) — советский и казахстанский спортсмен и тренер, мастер спорта СССР, заслуженный тренер Казахской ССР (1981)[10].
- Ласк, Дон (105) — американский режиссёр-аниматор[11].
- Сен, Мринал (95) — индийский кинорежиссёр и сценарист[12].
- Тимерман, Эктор (65) — аргентинский государственный деятель, министр иностранных дел Аргентины (2010—2015)[13].
- Харрис, Джудит Рич (80) — американский психолог[14].
- Хеллинг, Дик (68) — нидерландский футболист, выступавший за клубы «Телстар», «Аякс» и «Волендам»[15].
- Хильзенрат, Эдгар (92) — германский писатель, переживший Холокост[16].
- Чердинцев, Василий Макарович (91) — советский и российский передовик сельского хозяйства, комбайнёр, дважды Герой Социалистического Труда (1966,1984), лауреат Государственной премии СССР (1975)[17].
- Эстебанес, Сесарио (77) — испанский киноактёр[18].

## 29 декабря
- Глазер, Йеошуа (91) — израильский футболист («Маккаби», национальная сборная), чемпион Израиля (1949-50, 1951-52, 1953-54, 1955-56, 1957-58)[19].
- Горелов, Лев Николаевич (96) — советский военачальник, генерал-лейтенант[20].
- Коваль, Пётр Андреевич (73) — украинский оперный певец, заслуженный артист УССР (1987)[21].
- Кузьмина, Нина Николаевна (88) — советский и российский педагог и общественный деятель, заслуженный учитель РСФСР, Герой Социалистического Труда (1968)[22].
- Леви, Цвика (70) — израильский военный и общественный деятель, лауреат Премии Израиля «За дело жизни» (2017)[23].
- Монтерос, Росенда (83) — мексиканская актриса (Назарин, Тень Лусии, Отверженные, Давайте вместе), продюсер и режиссёр[24].
- Паризот, Альдо (100) — американский виолончелист[25].
- Ринго Лэм (63) — гонконгский кинорежиссёр[26].
- Рут, Роберт (82) — американский киноактёр[27].
- Тэйлор, Майк — канадский музыкант (Walk off the Earth)[28].
- Экемир, Агнета (68) — шведская модель, актриса и дизайнер одежды[29].

## 28 декабря
- Бенхабилес, Абдельмалек (97) — алжирский государственный деятель, министр юстиции Алжира (1977—1979), председатель Конституционного совета Алжира (1989—1995), и. о. президента Алжира (1992)[30].
- Зимин, Евгений Владимирович (71) — советский хоккеист («Спартак», Москва) и тренер, двукратный олимпийский чемпион (1968, 1972), заслуженный мастер спорта СССР (1968), заслуженный тренер РСФСР (1981)[31].
- Луанже, Жорж (108) — участник Французского сопротивления в годы Второй мировой войны[32].
- Оз, Амос (79) — израильский писатель[33].
- Уитфилд, Джун (93) — британская актриса[34].
- Фьястри, Яя (84) — итальянский сценарист[35].
- Фудзита, Тосико (68) — японская актриса озвучивания[36].
- Хилл-Вуд, Питер (82) — английский бизнесмен, президент «Арсенала» (1982—2013)[37].
- Шагари, Шеху (93) — нигерийский государственный деятель, президент Нигерии (1979—1983)[38].

## 27 декабря
- Агуэро, Хуан Баутиста (83) — парагвайский футболист, участник чемпионата мира (1958)[39].
- Ринг, Борге (97) — датский аниматор, лауреат премии «Оскар» (1985)[40].
- Букалов, Алексей Михайлович (78) — советский и российский журналист-международник, писатель и переводчик[41].
- Керман, Роберт (71) — американский актёр[42].
- Латыпов, Владимир Евгеньевич (65) — советский хоккеист на траве, выступавший за клуб «Динамо» (Алма-Ата), четырёхкратный чемпион СССР (1979, 1981—1983)[43].
- Миуша (81) — бразильская певица и композитор[44].
- Нахушев, Адам Маремович (82) — советский и российский математик, заслуженный деятель науки Российской Федерации[45].
- Овертон, Ричард Арвин (112) — американский долгожитель, старейший верифицированный ветеран Второй мировой войны в США[46].
- Петухов, Виктор Алексеевич (93) — Герой Социалистического Труда.

## 26 декабря
- Адонис, Фрэнк (83) — американский актёр[47]..
- Антониу, Теодорос (83) — греческий композитор[48].
- Бекетт, Венди (88) — английская монахиня-отшельница, историк искусства[49].
- Выженко, Александр Евгеньевич (60) — украинский писатель и актёр[50].
- Глаубер, Рой (93) — американский физик, лауреат Нобелевской премии по физике (2005)[51].
- Грау, Хорхе (88) — испанский режиссёр и сценарист[52][53].
- Йорберг, Юллар (77) — эстонский певец[54].
- Калвер, Джон (86) — американский политический деятель, член Палаты представителей (1965—1975) и Сената США (1975—1981)[55].
- Камата, Жерсон (77) — бразильский государственный деятель, губернатор Эспириту-Санту (1983—1986); убит[56].
- Кук, Пенни (61) — австралийская актриса[57].
- Мееревич, Константин Николаевич (82) — советский и российский хозяйственный деятель, бывший генеральный директор Рязанского картонно-рубероидного завода[58].
- О’Лири, Джер — ирландский актёр[59][60].
- Осато, Соно (99) — американская балерина и актриса[61].
- Раменская, Тамара Ивановна (75) — советский и российский тренер по биатлону, мастер спорта СССР, заслуженный работник физической культуры России[62].
- Робертс, Лоуренс (81) — американский инженер и учёный в области информационных технологий[63][64]..
- Собелл, Мортон (101) — американский инженер и агент разведки СССР[65].

## 25 декабря
- Айзенберг, Ларри (99) — американский писатель-фантаст[66].
- Браун, Вернер (100) — израильский фотожурналист[67].
- Деррик, Ноэл (92) — австралийский хоккеист, нападающий. Участник зимних Олимпийских игр 1960 года.
- Кашталапов, Анатолий Михайлович (70) — белорусский музыкант, художественный руководитель ансамбля народной музыки «Свята», заслуженный артист Белорусской ССР (1983)[68].
- Кенжебаев, Сагындык Джунусович (94) — советский комсомольский, партийный, государственный и хозяйственный деятель, первый секретарь ЦК ЛКСМ Казахстана (1958—1960)[69].
- Лау Ендин (83) — малайзийский государственный деятель, министр науки, промышленности и окружающей среды Малайзии (1990—2004)[70].
- Маклир, Майкл (89) — канадский журналист и режиссёр документальных фильмов[71].
- Матвеев, Дмитрий Николаевич (65) — советский и российский актёр кино и дубляжа[72].
- Пестерев, Валерий Александрович (68) — российский литературовед, доктор филологических наук, профессор Волгоградского государственного университета[73].
- Бальдур Рагнарссон (88) — исландский писатель[74].
- Роман, Нэнси (93) — американский астроном, создательница телескопа Hubble[75].
- Фигероа, Алекс (57) — чилийский государственный деятель, министр здравоохранения Чили (1996—2000)[76].
- Чакраварти, Нирендранат (94) — индийский писатель[77].
- Чеботарёв, Юрий Афанасьевич (77) — советский и российский футбольный тренер, заслуженный тренер России, заслуженный работник физической культуры России (1997)[78].
- Шмид, Зиги (65) — немецкий и американский футбольный тренер[79].

## 24 декабря
- Адамец, Йозеф (76) — словацкий футболист и футбольный тренер, игрок сборной ЧССР (1960—1974)[80].
- Алонсо, Марта Эрика (45) — мексиканская политическая деятельница, губернатор штата Пуэбла (с 2018 года); авиакатастрофа[81].
- Байер, Освальдо (91) — аргентинский писатель[82].
- Гроньский, Рышард Марек (79) — польский драматург, сценарист и либреттист[83].
- Дубов, Эдуард Львович (80) — российский математик и шахматный деятель, бывший руководитель Шахматной федерации Москвы и бывший вице-президент Российской шахматной федерации[84].
- Зуев, Владимир Анатольевич (58) — российский тренер по водному поло, заслуженный тренер Российской Федерации[85].
- Капустянский, Владимир Геннадьевич (78) — генерал-майор милиции, начальник управления МВД РФ по Орловской области (1992—1995), заслуженный работник МВД СССР[86].
- Морено Валье, Рафаэль (50) — мексиканский политический деятель, губернатор штата Пуэбла (2011—2017), член сената Мексики; авиакатастрофа[81].
- Поклепович, Станко (80) — хорватский футболист и футбольный тренер, выступал в составе клуба «Сплит» (1958—1972)[87].
- Риопелл, Джерри (77) — американский певец, музыкант и автор песен[88].
- Торрес, Хайме (80) — аргентинский музыкант (чаранго)[89].
- Уилси, Джеймс Келвин (61) — американский музыкант[90].
- Хашеми-Шахруди, Махмуд (70) — иранский религиозный и государственный деятель, глава судебной системы Ирана (1999—2009), председатель Совета целесообразности Ирана (с 2017 года)[91].

## 23 декабря
- Бейдер, Альфред (94) — канадский химик, предприниматель, филантроп и коллекционер произведений искусства[92].
- Клёведаль, Троэльс (75) — датский писатель[93].
- Тихонова, Галина Ивановна (31) — якутская, российская актриса театра и кино[94].
- Фомин, Анатолий Петрович (80) — туркменский общественный деятель, руководитель Русской общины Туркмении[95].
- Штейн, Элиас (87) — американский математик, лауреат премии Стила (1984), премии Рольфа Шока (1993), премии Вольфа (1999)[96].

## 22 декабря
- Бургейн, Жан (64) — бельгийский математик, лауреат Филдсовской премии (1994)[97].
- Лувени, Джико (72) — фиджийский политический деятель, спикер Парламента Фиджи (с 2014 года)[98].
- Лэнгтон, Джейн (95) — американская писательница[99].
- Псахье, Сергей Григорьевич (66) — российский физик, директор Института физики прочности и материаловедения СО РАН (с 2002 года), член-корреспондент РАН (2011)[100].
- Ратайзер-Ротем, Симха (94) — участник восстания в Варшавском гетто[101].
- Суасо Кордова, Роберто (91) — гондурасский государственный деятель, президент Гондураса (1982—1986)[102].
- Таляль ибн Абдул-Азиз Аль Сауд (87) — член королевской династии Саудовской Аравии[103].
- Хасанов, Мадаминжон Хасанович (94) — советский государственный деятель, министр торговли Узбекской ССР (1966—1979)[104].
- Эшдаун, Пэдди (77) — британский политический деятель, лидер Либеральных демократов (1988—1999)[105].

## 21 декабря
- Алленов, Михаил Михайлович (76) — советский и российский искусствовед, доктор искусствоведения[106].
- Бакаев, Нугзар Ильич (86) — осетинский поэт[107].
- Бородулин, Лев Абрамович (95) — советский, российский и израильский спортивный фотограф[108].
- Геринг, Эдда (80) — дочь рейхсмаршала Германа Геринга[109].
- Дворжак, Павел (81) — чешский и словацкий историк, писатель, публицист и телесценарист[110].
- Калинин, Дмитрий Валерьевич (52) — российский театральный режиссёр, драматург и актёр, основатель и художественный руководитель «Нового Арт Театра» (с 1999 года)[111].
- Леонард, Том (74) — шотландский поэт[112].
- Лилль, Адо (86) — эстонский художник[113].
- Минаков, Игорь Адольфович (58) — российский миллиардер и меценат[114].
- Миндов, Мирослав (94) — болгарский театральный актёр и режиссёр[115].
- Никандров, Юрий Степанович (95) — советский стендовый стрелок, двукратный чемпион мира: в Москве (1958) и в Каире (1962), заслуженный мастер спорта СССР (1956)[116].
- Ромодановский, Сергей Михайлович (69) — советский и российский боксёр и тренер, заслуженный тренер РСФСР (1991)[117].
- Силецкий, Виктор Петрович (68) — директор агрофирмы-совхоза «Белозёрский» (1979—2014), Герой Украины (2003)[118][119].
- Соколова, Алла Николаевна (74) — советская и российская актриса, драматург и сценарист[120].
- Хананашвили, Михаил Михайлович (90) — советский и российский физиолог, академик АМН СССР—РАМН (1984—2013), академик РАН (2013)[121].

## 20 декабря
- Бернштейн, Ф. В. (80) — германский поэт и карикатурист[122].
- Гиленсон, Борис Александрович (86) — советский и российский литературовед, доктор филологических наук (1976), заслуженный деятель науки РСФСР (1992)[123].
- Моффет, Дональд (87) — британский актёр[124].
- Пальнер, Хеннинг (86) — датский актёр[125].
- Хагеруп, Клаус (72) — норвежский писатель, сын Ингер Хагеруп[126].
- Эчеверриа Комас, Адольфо Эрнесто (86) — колумбийский певец и композитор[127].

## 19 декабря
- Давамади, Темур (91) — китайский государственный деятель, председатель Синьцзян-Уйгурского автономного района (1985—1993)[128].
- Джимбел, Норман (91) — американский поэт-песенник[129].
- Дмитровский, Алексей Захарович (91) — советский и российский литературовед, заслуженный работник культуры Российской Федерации (2005)[130].
- Малотова-Йошкова, Гелена (79) — чехословацкая баскетболистка, неоднократный призёр чемпионатов мира и Европы[131].
- Мастерсон, Питер (84) — американский актёр и режиссёр[132][133].
- Нильссон, Альф (88) — шведский актёр[134].
- Тесаков, Ким Дмитриевич (82) — советский и белорусский композитор, заслуженный деятель искусств Республики Беларусь (1998)[135].
- Уилкинсон, Рейвен (83) — американская балерина[136].
- Хатчинс, Мел (90) — американский баскетболист[137].
- Юшко, Геннадий Артёмович (70) — русский поэт[138].

## 18 декабря
- Бармянцев, Евгений Николаевич (75) — российский военный деятель, генерал-лейтенант, Герой Российской Федерации (2000)[139].
- Гири, Тулси (92) — непальский государственный деятель, премьер-министр Непала (1963, 1964—1965, 1975—1977)[140].
- Дашкевич, Стив (Дэш, Стив) (74) — американский актёр и каскадёр[141].
- Ито, Масао (90) — японский нейрофизиолог, иностранный член РАН (1994)[142].
- Куц, Казимеж (89) — польский кинорежиссёр[143].
- Ластивка, Пётр Трофимович (96) — советский и украинский актёр театра и кино, народный артист УССР (1980)[144].
- Мартьянов, Олег Сергеевич (66) — советский и российский актёр театра и кино, актёр Малого театра (с 1973 года), заслуженный артист Российской Федерации (2006)[145].
- Остин, Дэвид (92) — английский селекционер роз и писатель[146].
- Слейтер, Билл (91) — английский футболист[147].
- Слуднов, Андрей Васильевич (58) — российский тренер по плаванию, заслуженный тренер России[148].
- Сэкинэ, Синобу (75) — японский дзюдоист, чемпион летних Олимпийских игр в Мюнхене (1972)[149].
- Телепнев, Владимир Николаевич (68) — белорусский архитектор[150].
- Титенко, Валерий Фёдорович (67) — советский и российский актёр, артист Музыкального театра Кузбасса (с 1972 года), заслуженный артист Российской Федерации (1994)[151].
- Штепанкова, Яна (84) — чешская актриса, дочь Зденека Штепанека[152].

## 17 декабря
- Блюминг, Йон (85) — голландский мастер боевых искусств[153].
- Ливьерес Банкс, Хорхе Адольфо Карлос (89) — парагвайский католический прелат, епископ Энкарнасьона (1987—2003)[154].
- Лурье, Александр Иосифович (83) — советский и российский инженер-трансформаторостроитель[155].
- Маршалл, Пенни (75) — американская актриса, режиссёр и продюсер[156].
- Щербаков, Андрей Анатольевич (27) — белорусский футболист клуба «Витебск»; ДТП[157].

## 16 декабря
- Зельдович, Борис Яковлевич (74) — советский, российский и американский физик, член-корреспондент РАН (1991; член-корреспондент АН СССР с 1987), сын Якова Зельдовича[158].
- Кролл, Колин (35) — американский программист, сооснователь сервиса коротких видеороликов Vine[159].
- Маяк, Ия Леонидовна (96) — советский и российский антиковед, доктор исторических наук (1983), профессор МГУ (1986)[160].
- Мельник, Пётр Владимирович (61) — украинский государственный и общественный деятель, доктор экономических наук, ректор Национального университета Государственной налоговой службы Украины (2012—2013)[161].
- Петеску, Мирча (76) — румынский футболист[162].
- Поп, Анка (34) — румыно-канадская певица и композитор; ДТП[163].

## 15 декабря
- Абдурашидов, Исо (71) — советский и таджикский актёр театра и кино, директор и главный режиссёр Таджикского государственного академического театра драмы им. Лахути (1989—2008), народный артист Таджикистана (1999)[164].
- Гырма Уольде-Гиоргис (93) — эфиопский государственный деятель, президент Эфиопии (2001—2013)[165].
- Дулов, Андрей Васильевич (94) — советский и белорусский учёный-криминалист и судебный психолог, доктор юридических наук, профессор, заслуженный деятель науки Республики Беларусь[166].
- Лазаревич, Милунка (86) — сербская шахматистка, гроссмейстер (1976)[167].
- Лайне, Дорис (87) — финская балерина[168].
- Мамбетов, Алиби Азербайжанович (57) — казахский композитор, сын Азербайжана Мамбетова и Газизы Жубановой[169].
- Мая, Артур (56) — бразильский композитор и музыкант[170].
- Муро, Филипп (79) — бельгийский политический деятель, министр юстиции Бельгии (1980—1981), министр-президент Французского сообщества Бельгии (1981—1985, 1988)[171].
- Мэй, Тимоти (67) — американский инженер-электронщик, технический и политический писатель, один из основоположников движения шифропанков и криптоанархизма (о смерти стало известно в этот день)[172].
- Останкович, Анатолий Вячеславович (54) — российский филолог, доктор филологических наук, профессор Северо-Кавказского федерального университета[173].
- Салов, Владимир Семёнович (94) — советский военно-морской деятель, начальник государственного Центрального морского полигона в Северодвинске (1974—1982), вице-адмирал (1980)[174].
- Эръюэ Хэ (73) — китайский писатель, автор исторических романов[175].

## 14 декабря
- Асомов, Обид Агзамович (55) — российский и узбекский актёр-комик, заслуженный артист Узбекистана[176].
- Зайнуддин Майдин (79) — малайзийский журналист, министр информации Малайзии (2006—2008)[177].
- Кассила, Матти (94) — финский кинорежиссёр[178].
- Кострюков, Анатолий Михайлович (94) — советский и российский хоккеист и тренер, чемпион СССР (1957), заслуженный тренер СССР (1967)[179].
- Кудин, Вячеслав Александрович (93) — советский и украинский философ, доктор философских наук, профессор[180].
- Невирко, Дмитрий Дмитриевич (66) — российский социолог, доктор социологических наук (1999), профессор (2000)[181].
- Симеони, Эдмон (84) — французский политический деятель, идеолог националистического движения на Корсике[182].
- Стёпин, Вячеслав Семёнович (84) — советский и российский философ, директор Института философии АН СССР (РАН) (1988—2006), академик РАН (1994)[183].
- Херольд, Хорст (95) — западногерманский деятель полиции, президент Федерального ведомства уголовной полиции Германии (1971—1981)[184].

## 13 декабря
- Анисенков, Владислав Анатольевич (67) — российский художник, заслуженный художник Российской Федерации (2006), главный художник Удмуртского театра оперы и балета (c 1992)[185].
- Ван Россем, Жан-Пьер (73) — бельгийский бизнесмен[186].
- Гарленд, Шон (84) — ирландский политический деятель, генеральный секретарь Рабочей партия Ирландии (1977—1990)[187].
- Зеновский, Владимир Павлович (78) — советский и российский стоматолог, доктор медицинских наук, заслуженный врач Российской Федерации (1995)[188].
- Камов, Борис Николаевич (86) — русский писатель, биограф Аркадия Гайдара[189].
- Клигер, Ноах (92) — израильский журналист и писатель[190].
- Кучерский, Николай Иванович (81) — узбекский хозяйственный деятель, генеральный директор Навоийского горно-металлургического комбината (2001—2008), Герой Узбекистана (1996)[191].
- Пролётов, Владимир Александрович (62) — советский и российский телевизионный режиссёр, главный режиссёр программы «Время»[192].
- Слока, Виктор Карлович (86) — советский и российский учёный в области радиотехники, генеральный конструктор Радиотехнического института имени А. Л. Минца, доктор технических наук, профессор, Герой Российской Федерации (1996)[193].
- Старр, Джессика (35) — американский метеоролог и телеведущая; самоубийство[194].
- Уилсон, Нэнси (81) — американская джазовая певица[195].

## 12 декабря
- Ашер, Джейн Эллен (101) — государственный деятель Белиза, президент Сената Белиза (1989—1993)[196].
- Генацино, Вильгельм (75) — германский журналист и писатель, лауреат премии Георга Бюхнера (2004)[197].
- Глухов, Михаил Михайлович (88) — советский и российский криптограф, доктор физико-математических наук, профессор, заслуженный деятель науки Российской Федерации (о смерти объявлено в этот день)[198].
- Мельничук, Тарас Русланович (27) — украинский актёр[199].
- Данаифард, Ирадж (67) — иранский футболист, участник чемпионата мира (1978)[200].
- Коша, Ференц (81) — венгерский кинорежиссёр и сценарист[201].
- Лайонс, Джеймс (91) — американский военно-морской деятель, командующий Тихоокеанским флотом США (1985—1987), адмирал[202].
- Мартинес, Нельсон (67) — венесуэльский государственный деятель, министр нефти и президент PDVSA (2017)[203].
- Саяди-Насири, Вахид (37) — иранский правозащитник и политзаключённый; политическая голодовка[204].
- Секконато, Карлос (88) — аргентинский футболист («Индепендьенте», национальная сборная), чемпион Южной Америки (1955)[205].
- Стругар, Павле (85) — югославский генерал[206].
- Эфрос, Виктор Валентинович (88) — советский и российский учёный в области двигателестроения, доктор технических наук, заслуженный деятель науки и техники РСФСР (1991), почётный машиностроитель России (2000)[207].

## 11 декабря
- Зунц, Джек (94) — британский инженер, основной конструктор Сиднейского оперного театра[208].
- Конти, Анджело (62) — итальянский певец (Banda Bassotti)[209].
- Маккоби, Элеонора (101) — американский психолог[210].
- Мережко, Анатолий Григорьевич (97) — советский военачальник, начальник оперативного управления — заместитель начальника штаба Объединённых вооружённых сил государств — участников Варшавского договора (1969—1985), генерал-полковник (1980) в отставке[211].
- Сигел, Билл (55) — американский режиссёр и продюсер, лауреат премии Эмми (2003)[212].

## 10 декабря
- Акопян, Максим (69) — армянский бизнесмен, бывший директор и владелец Зангезурского медно-молибденового комбината[213].
- Блэкли, Джордж (86) — американский криптограф и математик[214].
- Дехотел, Роб (51) — американский сценарист и продюсер[215].
- Цзян Биньгун (85) — тайваньский государственный и политический деятель, министр экономики (1993—1996), заместитель председателя Гоминьдана (2000—2012)[216].
- Шпеман, Роберт (91) — немецкий католический философ и писатель[217].

## 9 декабря
- Бассетт, Тим (67) — американский баскетболист[218].
- Башан, Игаль (68) — израильский эстрадный певец и композитор[219].
- Бергланд, Роберт (90) — американский государственный деятель, министр сельского хозяйства США (1977—1981)[220].
- Блум, Уильям (85) — американский журналист[221].
- Велдхун, Ат (84) — нидерландский художник[222].
- Гамильтон, Александра (72) — британская общественная деятельница, меценат, потомок Александра Пушкина[223].
- Джаккони, Риккардо (87) — американский астрофизик, лауреат Нобелевской премии по физике (2002)[224].
- Миргани, Салех (?) — суданский государственный деятель, губернатор штата Гедареф; авиакатастрофа[225].
- Мостовой, Борис Иванович (93) — советский и российский театральный актёр, заслуженный артист РСФСР (1967)[226].
- Сигэ, Юмико (53) — японская спортсменка (парусный спорт), серебряный призёр летних Олимпийских игр в Атланте (1996)[227].
- Скоулз, Гордон (87) — австралийский государственный деятель, спикер Палаты представителей Австралии (1975—1976)[228].

## 8 декабря
- Алексеева, Людмила Михайловна (91) — советская и российская правозащитница, председатель Московской Хельсинкской группы (с 1996)[229].
- Березин, Эвелин (93) — американский компьютерный дизайнер[230].
- Гришко, Юрий Дмитриевич (83) — советский и российский скульптор, народный художник РСФСР (1990), академик РАХ (2007)[231].
- Криспольти, Энрико (85) — итальянский искусствовед[232].
- Маслов, Борис Михайлович (74) — советский и российский архитектор, главный архитектор города Новокузнецка, заслуженный архитектор Российской Федерации (1995)[233].
- Монти, Микеле (48) — итальянский дзюдоист, бронзовый призёр чемпионата мира по дзюдо в Париже (1997)[234].
- Цокало, Пётр Александрович (62) — советский и российский дирижёр, художественный руководитель оркестра русских народных инструментов «Калинушка», заслуженный артист Российской Федерации (1999)[235].

## 7 декабря
- Бетанкур Куартас, Белисарио (95) — колумбийский государственный деятель, президент Колумбии (1982—1986)[236].
- Йепссон, Хокан (57) — шведский футбольный менеджер, президент клуба «Мальмё»[237].
- Калиниченко, Владимир Григорьевич (83) — украинский поэт[238].
- Ларри, Хенниг (82) — американский рестлер[239].
- Радиче, Луиджи (83) — итальянский футболист и футбольный тренер, известный выступлениями за клуб «Милан» (1955—1959 и 1961—1965), трёхкратный чемпион Италии[240].
- Флатто-Шарон, Шмуэль (88) — израильский бизнесмен и политический деятель, депутат кнессета (1977—1981)[241].

## 6 декабря
- Анисимова, Галина Александровна (89) — советская и российская актриса театра и кино, актриса Московского академического театра им. Вл. Маяковского, народная артистка РСФСР (1980)[242].
- Атопов, Владимир Иванович (89) — советский и российский общественный и государственный деятель, председатель Волгоградского горисполкома (1974—1986)[243].
- Борисов, Борис Дмитриевич (80) — советский и российский художник, заслуженный учитель Российской Федерации (1993)[244].
- Георгиевский, Любиша (81) — македонский театральный режиссёр[245].
- Гладуш, Иван Дмитриевич (89) — советский государственный деятель, министр внутренних дел Украинской ССР (1982—1990), генерал-полковник внутренней службы (1985), генерал внутренней службы Украины (2010)[246].
- Жоффо, Жозеф (87) — французский писатель[247].
- Куслан Будиман (83) — индонезийский художник и поэт[248].
- Лоранд, Ласло (95) — венгерский и американский биохимик, сооткрыватель одного из факторов свёртывания крови, фактора XIII (фактор Лаки-Лоранда)[249].
- Майер, Дорис (60) — австрийская актриса и писательница[250].
- Минаев, Александр Алексеевич (64) — советский футболист («Спартак», «Динамо» Москва), бронзовый призёр летних Олимпийских игр в Монреале (1976), заслуженный мастер спорта России (2010)[251].
- Сарахатунов, Борис Константинович (94) — советский и российский режиссёр документальных и научно-популярных фильмов, заслуженный деятель искусств РСФСР (1966)[252].
- Тарсису ди Соуза, Жозе (67) — бразильский футболист («Гремио»), чемпион Бразилии (1981)[253].
- Форинтош, Дёжё (83) — венгерский шахматист, гроссмейстер (1974)[254].
- Шелли, Пит (63) — британский рок-певец, основатель панк-группы Buzzcock[255].
- Юнак, Михаил Михайлович (72) — советский самбист, чемпион и призёр чемпионатов СССР, победитель Спартакиады народов СССР, чемпион мира, заслуженный мастер спорта СССР[256]..

## 5 декабря
- Биллингтон, Томас (Dynamite Kid) (60) — британский рестлер[257].
- Виноград, Юлия (74) — американский поэт, лауреат Американской книжной премии (1985)[258].
- Герег, Иван Дмитриевич (74) — советский футболист («Карпаты» Львов), обладатель Кубка СССР (1969)[259].
- Голиков, Артур Павлович (80) — советский и украинский экономист, заслуженный деятель науки и техники Украины[260].
- Захарченко, Василий Иванович (82) — украинский писатель[261].
- Левандовская, Ирена (87) — польская переводчица русской литературы[262].
- Михайлов, Дмитрий Иванович (99) — советский работник нефтяной промышленности, Герой Социалистического Труда (1966)[263].
- Рушковский, Николай Николаевич (93) — советский и украинский актёр театра и кино, народный артист Украинской ССР (1969)[264].
- Тхазеплов, Хасан Миседович (75) — кабардинский поэт, заслуженный работник культуры Российской Федерации[265].

## 4 декабря
- Батыров, Кадыржан Алимжанович (62) — киргизский предприниматель и общественный деятель[266].
- Бибилашвили, Юрий Константинович (83) — советский и российский физикохимик, член-корреспондент РАН (2000)[267].
- Вышемирский, Франц Адамович (88) — советский и российский учёный в области маслоделия, доктор технических наук[268].
- Гершбург, Израиль Матвеевич (85) — советский и российский скульптор[269].
- Гриневич, Юрий Викторович (46) — украинский режиссёр-мультипликатор[270].
- Гулбе, Астрида (89) — советская и латвийская киноактриса[271].
- Дини Н. Х. (82) — индонезийская писательница; ДТП[272].
- Ендовицкий, Виталий Васильевич (49) — российский киноактёр[273].
- Низамов, Ильсур Загретдинович (83) — советский лётчик, заслуженный военный лётчик СССР[274].
- Ревин, Олег Михайлович (72) — российский художник-реставратор[275].
- Руруа, Николоз (50) — грузинский государственный деятель, министр культуры Грузии (2008—2012)[276].
- Штраусс, Джейл (34) — американская фотомодель и телевизионная персона («Топ-модель по-американски»)[277].

## 3 декабря
- Байер, Маркус (47) — немецкий боксёр-профессионал, чемпион мира по версии ВБС (WBC)[278].
- Битов, Андрей Георгиевич (81) — русский писатель[279].
- Боско, Филип (88) — американский актёр[280].
- Дубинин, Вячеслав Иосифович (69) — советский и украинский актёр и каскадёр, член Олимпийской сборной команды СССР по боксу (1972)[281].
- Картрайт, Джастин (73) — британский писатель[282].
- Ким Чхоль Ман (98) — северокорейский государственный и военный деятель[283].
- Лавуа, Роберт (69) — канадский актёр[284].
- Мерфи, Джеф (80) — новозеландский продюсер, кинорежиссёр и сценарист[285].
- Нуньес, Хосеп Луис (87) — испанский футбольный менеджер, президент футбольного клуба «Барселона» (1978—2000)[286].
- Робер, Габриэль де (114) — французская долгожительница[287].
- Фрер, Альбер (92) — бельгийский бизнесмен, самый богатый человек Бельгии[288].

## 2 декабря
- Александров, Игорь Викторович (66) — российский криминалист, доктор юридических наук, профессор МГУ, заслуженный юрист Российской Федерации (2003)[289].
- Байи, Сери (70) — ивуарийский государственный деятель и писатель, министр высшего образования и научных исследований (2000—2002)[290].
- Балестр, Жан-Франсуа (53) — французский тренер по фигурному катанию[291].
- Баумгартен, Лотар (74) — немецкий концептуалист[292].
- Вердье, Жан-Морис (90) — французский юрист, бывший президент, а затем почётный председатель международного общества трудового права и социального обеспечения[293].
- Гульченко, Виктор Владимирович (74) — российский театральный режиссёр, основатель и художественный руководитель театра «Международная чеховская лаборатория»[294].
- Закуанов, Рустам Галимзянович (61) — советский и российский татарский поэт, лауреат Государственной премии имени Габдуллы Тукая[295].
- Кузенов, Константин Сергеевич (92) — советский и российский художник[296].
- Плешингер, Владимир (80) — чешский гидрогеолог, путешественник и писатель[297].
- Робинсон, Перри (80) — американский джазовый кларнетист[298].
- Тришкин, Александр Викторович (67) — советский и российский тренер по боксу, мастер спорта СССР[299].
- Чеботарь, Зинаида Ивановна (61) — молдавская актриса, артистка Кишинёвского русского театра драмы[300].
- Шервен, Пол (62) — британский велогонщик[301].

## 1 декабря
- Абрамович, Александр Михайлович (74) — белорусский государственный деятель, председатель ЦИК Республики Беларусь (1992—1996), заместитель главы администрации Президента Республики Беларусь[302] Архивная копия от 18 декабря 2018 на Wayback Machine.
- Берри, Кен (85) — американский актёр[303].
- Букарам, Аверроэс (63) — эквадорский государственный деятель, спикер Национального конгресса Эквадора (1985—1986, 1990)[304].
- Катарджиев, Иван (92) — македонский историк, академик МАНУ[305].
- Макбёрн, Джуди (70) — австралийская актриса[306].
- Мантел, Дэйв (37) — нидерландский актёр[307].
- Мартин, Бернд (63) — западногерманский футболист («Бавария»), чемпион ФРГ (1984/1985)[308].
- Ньюборн, Калвин (85) — американский джазовый гитарист[309].
- Паком, Мария (95) — французская актриса[310].
- Путныньш, Паул (81) — латвийский драматург[311].
- Стирни, Скотт (58) — американский вице-адмирал, командующий Пятым флотом ВМС США[312].
- Уильямс, Джозеф (83) — американский гитарист[313].
- Фантастикини, Эннио (63) — итальянский актёр[314].
- Чжан Шоучэн (55) — американский физик[315].